# Taylor Fletcher
Taylor Fletcher (Steamboat Springs, 11 maggio 1990) è un combinatista nordico ed ex saltatore con gli sci statunitense.
È fratello di Bryan, a sua volta sciatore nordico di alto livello.

## Biografia
Gareggia principalmente nella combinata nordica, sebbene fino al 2011 abbia saltuariamente preso parte a gare - anche ad alto livello - di salto con gli sci. In Coppa del Mondo di combinata nordica ha esordito il 31 gennaio 2009 a Chaux-Neuve (39°) e ha ottenuto il primo podio il 5 gennaio 2013 a Schonach (3°).
In carriera ha preso parte a quattro edizioni dei Giochi olimpici invernali, Vancouver 2010 (gareggiando sia nella combinata nordica - 45° nel trampolino lungo - sia nel salto con gli sci - 11° nella gara a squadre), Soči 2014 (gareggiando nella combinata nordica - 33º nel trampolino normale, 20º nel trampolino lungo, 8º nella gara a squadre), Pyeongchang 2018 (gareggiando nella combinata nordica - 35º nel trampolino normale, 10º nella gara a squadre) e Pechino 2022 (gareggiando nella combinata nordica - 24º nel trampolino normale, 23º nel trampolino lungo, 6º nella gara a squadre), e a sei dei Campionati mondiali (gareggiando nella combinata nordica), vincendo una medaglia.

## Palmarès

### Combinata nordica

#### Mondiali
- 1 medaglia:
  - 1 bronzo (gara a squadre dal trampolino normale a Val di Fiemme 2013)

#### Coppa del Mondo
- Miglior piazzamento in classifica generale: 16º nel 2013
- 3 podi (2 individuali, 1 a squadre)
  - 3 terzi posti